# Галегу, Луиш
Луиш Галегу (порт. Luís Galego; 25 апреля 1966) — португальский шахматист, гроссмейстер (2002).
Многократный чемпион Португалии.
В составе сборной Португалии участник 12-и Олимпиад (1990—2012) и 3-х командных чемпионатов Европы (1989—1992, 2001).

## Изменения рейтинга
| Графики недоступны из-за технических проблем. См. информацию на Фабрикаторе и на mediawiki.org. |